# Инклинги
Это статья о литературной группе. О созвучных словах «Инглинг», «Инглинги» см. Инглинги (значения)

«Инклинги» (англ. Inklings) — неофициальная литературная дискуссионная группа в Оксфордском университете, существовавшая в течение почти двух десятилетий, в 1930—1949 годах. Инклинги были литературными энтузиастами, которые высоко ценили значение повествования в художественной литературе и поощряли написание фэнтези. Хотя христианские ценности присутствуют в работе нескольких членов, были и нерелигиозные участники дискуссионной группы.

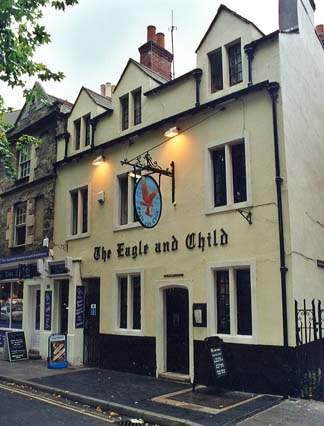
Паб «The Eagle and Child» («Орёл и дитя»), где по вторникам собирались Инклинги.

## Члены группы
Группа Инклингов объединяла около 20 человек. Членами группы были в основном представители оксфордских академических кругов, так или иначе близких к литературе. Не все они были писателями, но основной темой их бесед всё-таки была литература.
Основным ядром группы были Дж. Р. Р. Толкин и К. С. Льюис. Собрания группы также посещали другие известные люди:
- Уоррен Льюис — брат К. С. Льюиса, был военным, дослужился до звания майора. Написал несколько историй о войне, редактировал некоторые произведения своего брата.
- Чарльз Уильямс — писатель, поэт, литературный критик и теолог. Начинал свою карьеру простым корректором в типографии Оксфордского университета, потом стал редактором. Хотя Уильямс не имел высшего образования, за многолетнюю издательскую и литературную деятельность ему была присуждена почётная степень магистра искусств Оксфордского университета.
- Оуэн Барфилд — писатель, филолог, антропософ[2], автор романов «Серебряная труба», «Эта несходная пара» и работ «Отдельно от мира», «Ненаследственный голос». По словам К. С. Льюиса, заслужил репутацию «человека, который будет спорить с тобой по любому поводу»[3]. Был хорошим другом и адвокатом К. С. Льюиса. Его приёмная дочь Люси Барфилд была крестницей К. С. Льюиса, которой он посвятил повесть «Лев, колдунья и платяной шкаф».
- Кристофер Толкин — третий и младший сын Дж. Р. Р. Толкина. Известен как редактор своего отца, после смерти которого по его черновикам воссоздал несколько произведений. Во время Второй мировой войны был пилотом в Королевских военно-воздушных силах Великобритании, после чего изучал лингвистику и английскую литературу в Оксфорде. Впоследствии стал преподавателем английского языка в Оксфордском университете, где работал с 1964 по 1975 год.
- Адам Фокс — британский каноник, поэт и биограф. Был деканом богословия в колледже Магдалины[англ.] Оксфордского университета, стал одним из первых членов клуба Инклингов, в котором, однако, не играл значительной роли. Позднее стал каноником Вестминстерского аббатства, где и был похоронен в Уголке Поэтов.
- Чарльз Лесли Ренн[англ.] — британский учёный, профессор Оксфордского университета с 1945 по 1963 год.

У членов группы Инклинги были прозвища. Так, Дж. Р. Р. Толкина друзья называли Толлерс (Tollers — колокола), К. С. Льюиса — Джек, Уоррена Льюиса — Уорни, Роберта А. Хаварда — Хамфри.
В собраниях также принимали участие Перси Бейтс, Колин Харди, Джеймс Дандас-Грант, Джон Фромке, Джон Уэйн, Р. Мак-Каллум, Джервейс Мэтью и К. И. Стивенс. Иногда по личным приглашениям Льюиса на собраниях также присутствовали писатель Эрик Рюккер Эддисон и южноафриканский поэт Рой Кэмпбелл.

## Название группы
Название группы связано с обществом, созданным в Оксфордском университете Эдвардом Лином для чтения вслух незавершенных произведений. Это общество состояло из студентов и профессоров Оксфордского университета, в числе которых были Дж. Р. Р. Толкин и К. С. Льюис. Когда в 1933 году Эдвард Лин покинул университет, общество прекратило своё существование, а удачное имя Толкин и Льюис использовали для своей группы в Колледже Магдалины.
В названии содержится игра слов. С одной стороны, слово inkling применимо к тому, кто вечно в чернилах (англ. ink), что подразумевает писателя, буквально же оно означает «намёк» и подразумевает, что этот писатель имеет пока ещё слабое представление о том, что собирается написать.

## Собрания группы
Члены группы по четвергам собирались в квартире К. С. Льюиса в Колледже Магдалины. Эти встречи происходили регулярно вплоть до конца 1949 года. Кроме того, каждое утро вторника (с 11:30 до 13:00) в течение 23-х лет, с 1939 по 1962 год, «Инклинги» собирались в пабе The Eagle and Child, который они ласково именовали «Птичка с младенцем». Иногда собрания группы проходили в пабе напротив — «Lamb and Flag», а также в других пабах, но The Eagle and Child стало наиболее известным, и его имя чаще всего ассоциируют с Инклингами.

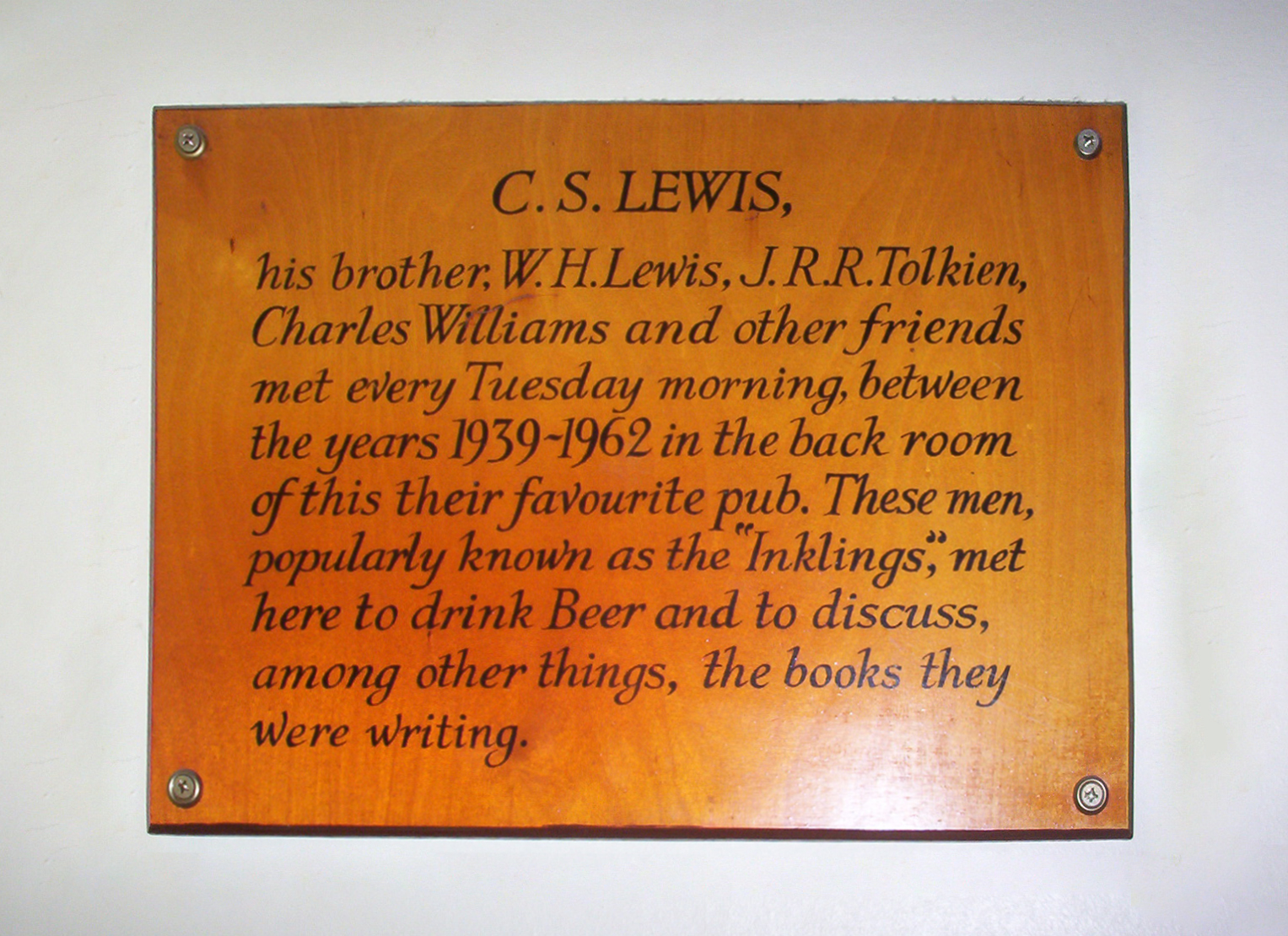
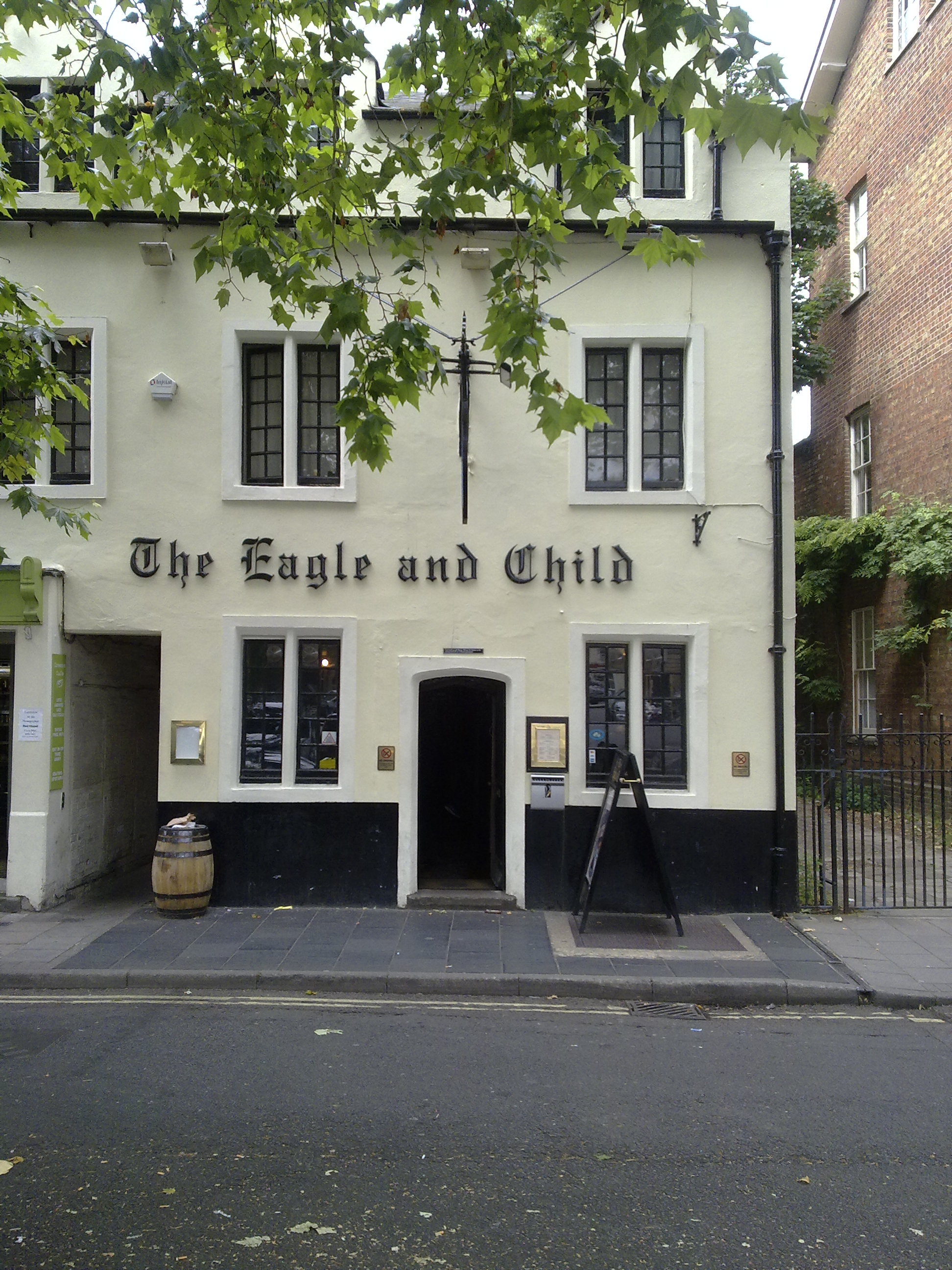
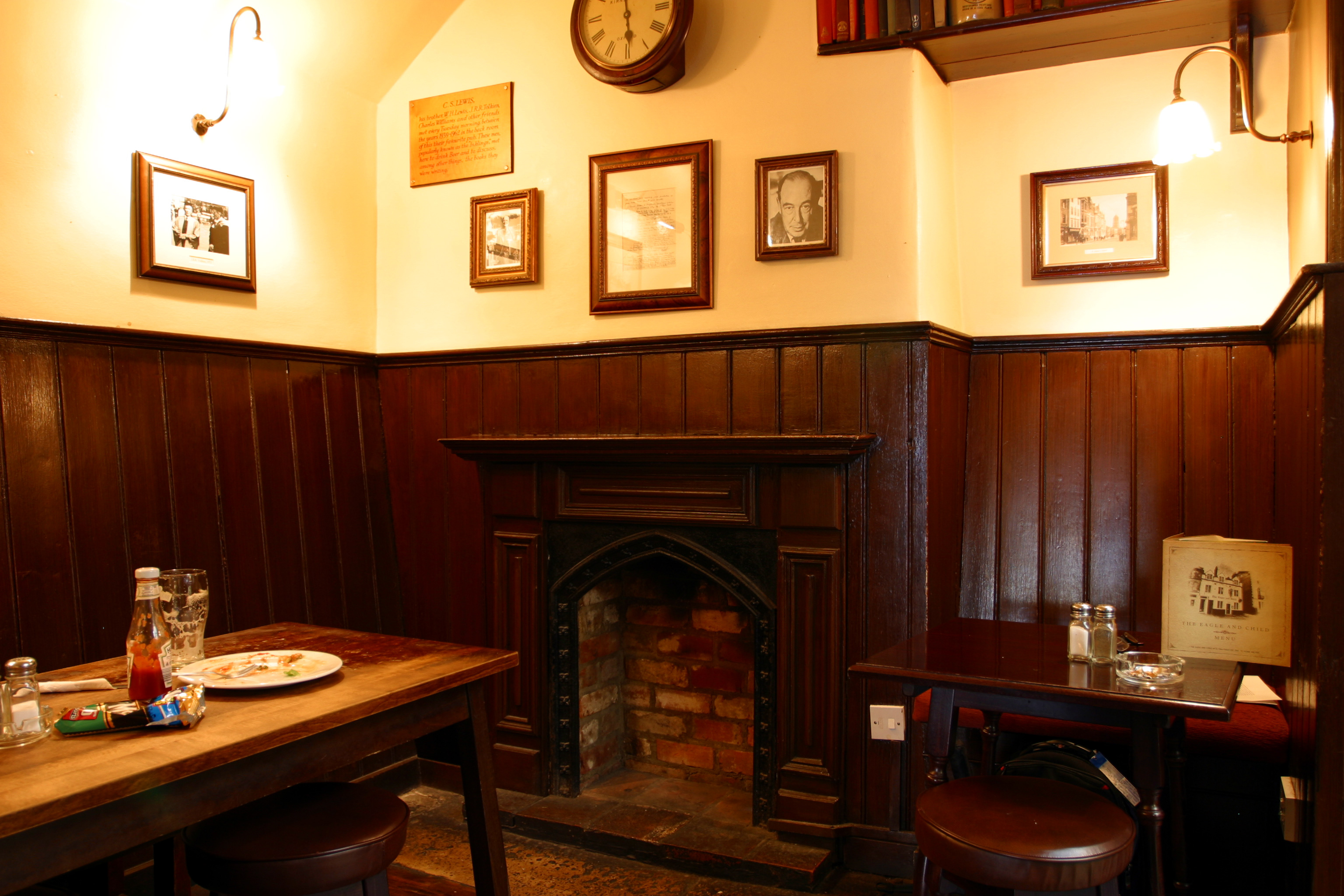

## Цели встреч
Основной целью встреч «Инклингов» было чтение и обсуждение неоконченных литературных произведений участников. Среди произведений, впервые зачитанных именно на встречах «Инклингов», был и «Властелин колец» Дж. Р. Р. Толкина, и «Канун дня всех святых» Ч. Уильямса, и «За пределы безмолвной планеты» К. С. Льюиса. На этих встречах проходили философские и литературные дискуссии, участники зачитывали фрагменты своих неопубликованных произведений и критиковали друг друга.
«Инклинги» были литературными энтузиастами, поддерживающими нарратив в фантастике и поощрявшими написание фэнтези. Большинство их работ содержит христианские ценности, хотя группу нельзя назвать исключительно христианским образованием (в её состав входили также атеисты и антропософы).